# Pierre Fresnay
Pour les articles homonymes, voir Fresnay et Laudenbach.
Pierre Fresnay est un acteur et metteur en scène français né le 4 avril 1897 à Paris 5e et mort le 9 janvier 1975 à Neuilly-sur-Seine.
En quarante ans sur les plateaux de tournage, il joue sous la houlette de grands réalisateurs de l’époque, de Maurice Tourneur et Abel Gance à Jeff Musso, en passant par Marc Allégret, Alfred Hitchcock (dans la première version de L’Homme qui en savait trop en 1934) et Henri-Georges Clouzot.
Outre son rôle de Marius dans la Trilogie marseillaise (écrite par Marcel Pagnol), ses compositions dans La Grande Illusion (1937) où il incarne Boëldieu, un aristocrate fier et nostalgique, dans L'assassin habite au 21 (1942) où il campe l'ironique et subtil commissaire Monsieur Wens, ou encore dans Le Corbeau (1943) sont restées dans les mémoires.

## Biographie

### Jeunesse et débuts
Né le 4 avril 1897 dans le 5e arrondissement de Paris, Pierre Fresnay — Pierre Jules Louis Laudenbach pour l'état civil — est le fils de Jean-Henri Laudenbach (né en 1855), professeur de philosophie, et de Désirée Claire Dietz (1870-1960).
Il monte sur scène pour la première fois à quatorze ans. Grâce à son oncle maternel Claude Garry, ex-pensionnaire de la Comédie-Française et acteur en vogue de l’époque, il joue un petit rôle dans L’Aigrette, au théâtre Réjane. C'est à cette occasion qu’il choisit son premier nom de scène, Pierre Vernet.
En 1914, il fait son entrée au Conservatoire national de musique et de déclamation, dans la classe de Paul Mounet et de Georges Berr. Un an plus tard, il est engagé à la Comédie-Française où il interprète le rôle-titre dans Britannicus de Racine. Il fait parallèlement ses débuts au cinéma en 1915 dans France d’abord d’Henri Pouctal. 

### Carrière
Devenu sociétaire de la Comédie-Française en 1924, il en claque la porte en 1927 pour entamer avec Un miracle une collaboration fructueuse avec Sacha Guitry qui s'achève de façon tumultueuse cinq ans plus tard, Fresnay entamant une liaison avec la femme de ce dernier, Yvonne Printemps, sa partenaire sur Frans Hals ou l'Admiration de Guitry. 

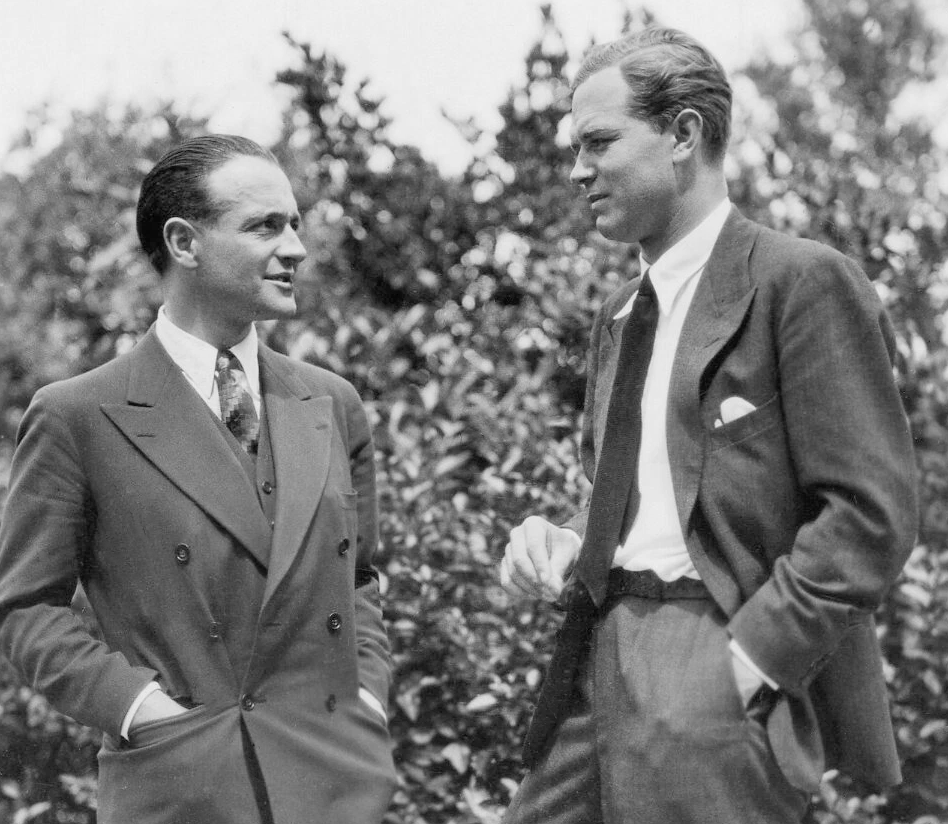
Pierre Fresnay et Marc Allégret en 1931.

Il s’illustre notamment dans La Chienne aux yeux de femme, Cyrano de Bergerac, Bloomfield, Cette vieille canaille, Jean III, L'Hermine, L’Idée fixe et Visitation.
En 1931, il interprète son premier rôle majeur au cinéma dans Marius, premier volet de la trilogie marseillaise de Marcel Pagnol créé deux ans plus tôt au théâtre de Paris et transposé à l’écran par Alexander Korda. Il reprend ce rôle dans Fanny (1932) et César (1936).

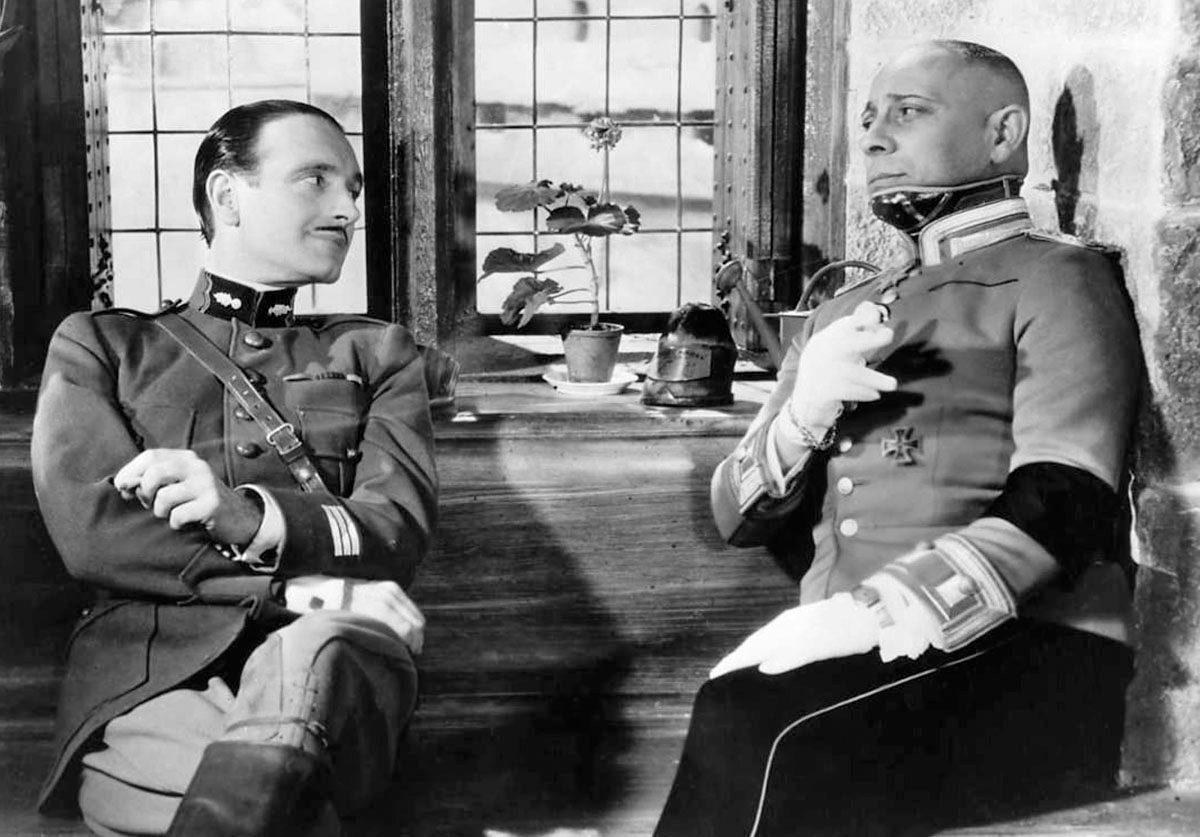
Pierre Fresnay et Erich von Stroheim dans La Grande Illusion (1937).

En 1934, il joue Armand Duval au côté d'Yvonne Printemps, fraîchement divorcée de Sacha Guitry, dans La Dame aux camélias de Fernand Rivers. Sa diction incisive lui confère dès lors des rôles d’hommes de commandement : officier dans La Grande Illusion de Jean Renoir (1937) et Alerte en Méditerranée de Léo Joannon, en inspecteur dans deux adaptations des romans de Stanislas-André Steeman, Le Dernier des six (1941) et L'assassin habite au 21 (1942), en marquis dans Les Aristocrates (1955). Il interprète aussi des journalistes (La Bataille silencieuse de Pierre Billon, en 1934 et Le journal tombe à cinq heures de Georges Lacombe, en 1942), un bagnard dans Chéri-Bibi, un médecin dans Le Corbeau, un homme d’église dans Dieu a besoin des hommes (1949) et Le Défroqué (1954) et même en saint Vincent de Paul dans Monsieur Vincent (1947). En 1946, il joue un avocat au lourd passé dans Le Visiteur qui revient dans son ancien collège et un gangster qui revient dans le village natal de celui dont il a usurpé l'identité dans Fille du diable. Il est le pasteur et médecin Albert Schweitzer dans Il est minuit, docteur Schweitzer (1952) et professeur devenu concierge d'hôtel dans L'Homme aux clés d'or (1956) aux côtés d'Annie Girardot.
En 1939, il passe à la réalisation avec Le Duel, toujours aux côtés d'Yvonne Printemps. Le film ne sort qu'en 1941. Le couple apparaît à de nombreuses reprises à l’écran et triomphe notamment dans l'adaptation de l'opérette d'Oscar Straus, Trois Valses (1938), créée l'année précédente au théâtre des Bouffes-Parisiens. Ils prennent également la direction du théâtre de la Michodière qu'ils conserveront jusqu'à leur mort.

#### Seconde Guerre mondiale et régime de Vichy
Sous le régime de Vichy, Pierre Fresnay adopte une attitude complaisante vis-à-vis de l'occupant allemand. Il prend la direction de la première sous-commission du Comité d'organisation de l'industrie cinématographique (COIC), instance de décision financière et de censure du cinéma au sein du Comité d'organisation. Cette instance était sous la supervision de la Famille professionnelle des spectacles, organe de contrôle et de développement de l'industrie du spectacle prévu par la Charte du travail dans le cadre de la politique corporatiste voulue par le régime de Vichy. Des collaborateurs notoires, comme Léo Joannon exercent un rôle actif au sein du COIC.

À la Libération, les films qu’il avait tournés sous l’Occupation pour le compte de la firme allemande Continental Films dirigée par Alfred Greven, et sa décoration de la francisque lui valent un séjour de six semaines au dépôt de Paris,, jusqu’à ce qu’il soit blanchi pour absence de preuves. George Adam, journaliste communiste écrit alors dans Les Lettres françaises du 2 juin 1945 : 

« M. Pierre Fresnay n'étant pas sur la paille, puisqu'il a gagné pas mal d'argent sous l'occupation, pouvait vivre à la campagne ; il serait peut-être parvenu ainsi à faire oublier que cet argent a été gagné par une collaboration active avec la Continentale, société de films purement boche. »

Cette sympathie pour le régime de Vichy semble ne pas être du simple opportunisme lorsqu'en 1950, il adhère à l'Association des amis de Robert Brasillach, homme de lettres connu pour son engagement politique à l'extrême droite et fusillé à la libération.

#### L'après-guerre
Avec 7 055 290 entrées en France, Monsieur Vincent de Maurice Cloche, sorti en 1947, reste son plus gros succès au cinéma. Campant des personnages sérieux, voire édifiants, dans des films de portée secondaire, dont trois nouveaux films de Léo Joannon, Pierre Fresnay passe au registre comique dans Les Affreux (1959) et dans Les Vieux de la vieille (1960). Il abandonne le cinéma au début des années 1960, pour se consacrer exclusivement au théâtre, principalement dans son théâtre de la Michodière aux côtés d'Yvonne Printemps.
En 1954, il publie ses mémoires, Je suis comédien.

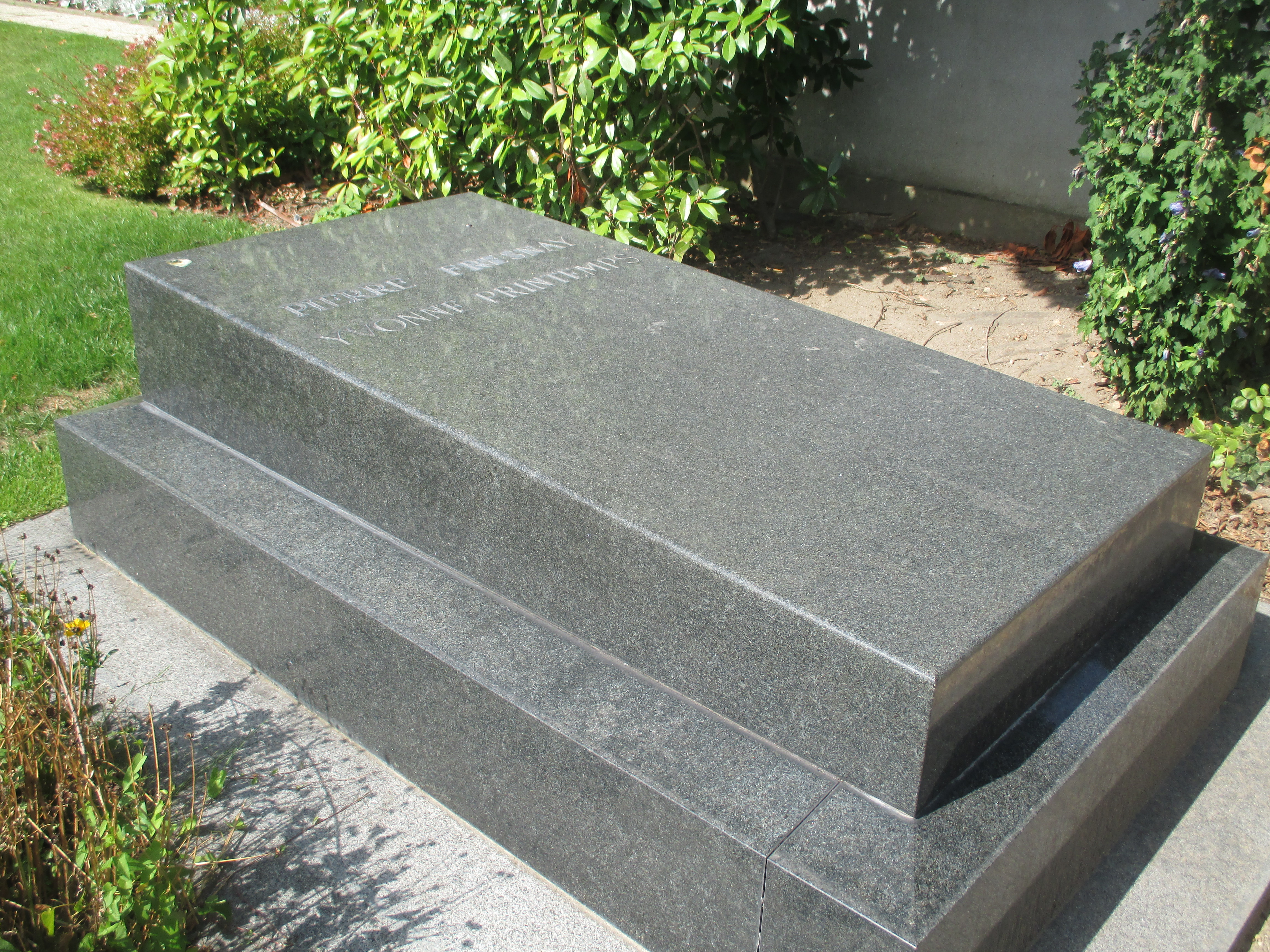
Tombe de Pierre Fresnay et d'Yvonne Printemps au cimetière ancien de Neuilly-sur-Seine (division 1).

En décembre 1974, Pierre Fresnay est victime d'une crise cardiaque qui le plonge dans le coma. Il meurt des suites de problèmes respiratoires à l'âge de 77 ans, le 9 janvier 1975 à Neuilly-sur-Seine.
Dans son autobiographie (My Name Escapes Me), l'acteur britannique Alec Guinness rapporte que Fresnay était son acteur favori,.

### Vie privée
Pierre Fresnay épouse le 7 mai 1918 Rachel Berendt (1893-1957), condisciple au Conservatoire et comédienne de l’Odéon ; le couple divorce le 29 juin 1928. Il se remarie le 20 avril 1929 avec Berthe Bovy, comédienne d’origine belge (1887-1977) de dix ans son aînée, rencontrée à la Comédie-Française ; le couple se sépare quelques mois plus tard mais leur divorce ne sera prononcé qu'en 1932[réf. nécessaire]. 
Il devient ensuite le compagnon d’Yvonne Printemps (1894-1977), de 1932 à sa mort. Ils sont enterrés ensemble au cimetière ancien de Neuilly-sur-Seine (division 1).
Pierre Fresnay est l'oncle de l'éditeur Roland Laudenbach (1921-1991), fondateur de La Table ronde, et de l'acteur Philippe Laudenbach (1936-2024).

## Théâtre

### Comédien

#### Comédie-Française
- Entrée à la Comédie-Française en 1915
- Sociétaire de 1924 à 1929
- 368e sociétaire

- 1915 : Le Misanthrope de Molière : Acaste
- 1915 : Le Mariage de Figaro de Beaumarchais : Grippesoleil
- 1915 : Les Plaideurs de Jean Racine : Léandre
- 1915 : Britannicus de Jean Racine : Britannicus (27 fois de 1915 à 1926)
- 1920 : Hernani de Victor Hugo : Don Francisco
- 1920 : Juliette et Roméo d'André Rivoire d'après William Shakespeare : Balthazar
- 1920 : Paraître de Maurice Donnay : Luynais
- 1920 : Maman Colibri d'Henry Bataille : Louis Soubrian
- 1920 : La Mort de Pompée de Pierre Corneille : Philippe
- 1921 : Cléopâtre d'André-Ferdinand Hérold d'après Plutarque et William Shakespeare : Caius
- 1921 : Phèdre de Jean Racine : Hippolyte (3 fois de 1921 à 1926)
- 1921 : Un ami de jeunesse d'Edmond Sée : Dautier
- 1922 : On ne badine pas avec l'amour d'Alfred de Musset : Perdican
- 1922 : Les Fourberies de Scapin de Molière : Léandre
- 1922 : Les Amants magnifiques de Molière : Timoclès
- 1922 : L'Impromptu de Versailles de Molière, mise en scène Raphaël Duflos : un nécessaire
- 1922 : Le Paon de Francis de Croisset : le marquis
- 1922 : Marion de Lorme de Victor Hugo : Chevalier de Montpesat ; M. de Rohan
- 1922 : Vautrin d'Edmond Guiraud d'après Honoré de Balzac : Lucien de Rubempré
- 1922 : Le Chevalier de Colomb de François Porché : Gonzalo de Porras
- 1922 : Les Grands Garçons de Paul Géraldy : Jacques
- 1923 : Le Carnaval des enfants de Saint-Georges de Bouhélier : Marcel
- 1923 : Rome vaincue d'Alexandre Parodi : Ennius
- 1923 : Les Deux Trouvailles de Gallus de Victor Hugo : le duc de Créqui
- 1923 : Un homme en marche de Henry Marx : Claude Renou
- 1924 : La Victoire sur les ténèbres de Jacques Brindejont-Offenbach : l'aveugle
- 1924 : Jeanne d'Arc de Charles Péguy, mise en scène Fernand Crommelynck : Didier
- 1924 : Œdipe à Colone de Sophocle : Polynice
- 1924 : Le Vieil Homme de Georges de Porto-Riche : Auguste Fontanet
- 1925 : Avènement de Henry Marx : le poète
- 1925 : La Nuit des amants de Maurice Rostand : Giacomo
- 1925 : Fantasio d'Alfred de Musset : Fantasio
- 1925 : Nicomède de Pierre Corneille : Attale
- 1925 : Dom Juan ou le Festin de Pierre de Molière, mise en scène Raphaël Duflos : Don Carlos
- 1925 : Le Chandelier d'Alfred de Musset : Fortunio
- 1925 : Maître Favilla de Jules Truffier d'après George Sand : Hermann
- 1926 : Chatterton d'Alfred de Vigny : Chatterton
- 1926 : Le Secret de Polichinelle de Pierre Wolff, mise en scène Charles Granval : Henri
- 1926 : Carmosine d'Alfred de Musset, mise en scène Pierre Fresnay : Minuccio
- 1926 : Les Compères du roi Louis de Paul Fort : Antoine Canard
- 1926 : Alkestis (Alceste) de Georges Rivollet d'après Euripide : Apollon
- 1926 : Il ne faut jurer de rien d'Alfred de Musset, mise en scène Pierre Fresnay : Valentin
- 1926 : Le Mariage de Victorine de George Sand : Fulgence

Il apparaît également dans les pièces suivantes entre 1915 à 1927 : Horace de Pierre Corneille, Le Baron d'Albikrac de Thomas Corneille, La Bonne Mère de Florian, L'Insinuation et Ruy Blas de Victor Hugo, Le Jeu de l'amour et du hasard de Marivaux, Le Dépit amoureux, Les Fâcheux, Les Précieuses ridicules, L'Avare, Le Médecin malgré lui, Tartuffe, Les Femmes savantes et Psyché de Molière, Les Caprices de Marianne, La Nuit de mai, La Nuit d'octobre et La Nuit de décembre d'Alfred de Musset, L'Aventurière d'Émile Augier, Gringoire et Le Baiser de Théodore de Banville, La Marche nuptiale d'Henry Bataille, L'Anglais tel qu'on le parle de Tristan Bernard, L'Hérodienne d'Albert du Bois, Le Luthier de Crémone et Pour la couronne de François Coppée, Mademoiselle de Belle-isle d'Alexandre Dumas, La Princesse Georges d'Alexandre Dumas fils, Primerose de Robert de Flers et Gaston Arman de Caillavet, Sans lui de Marcel Girette, Le Joueur d'illusions de Marcel Girette, Le Voyage de monsieur Perrichon d'Eugène Labiche, Le Marquis de Priola et Le Prince d'Aurec d'Henri Lavedan, Les affaires sont les affaires d'Octave Mirbeau, Le Flibustier de Jean Richepin, Mademoiselle de La Seiglière de Jules Sandeau et Les Marionnettes de Pierre Wolff.

#### Hors Comédie-Française
- 1927 : Un miracle de Sacha Guitry, théâtre des Variétés
- 1928 : La Chienne aux yeux de femme d'Yvan Noé, théâtre Daunou
- 1929 : Cyrano de Bergerac d'Edmond Rostand, théâtre Sarah-Bernhardt
- 1929 : Je t'attendais de Jacques Natanson, théâtre Michel
- 1929 : Marius de Marcel Pagnol, théâtre de Paris : Marius
- 1930 : Bloomfield de Charles Lafaurie, théâtre Michel
- 1930 : Cette vieille canaille de Fernand Nozière, théâtre Michel
- 1931 : Noé d'André Obey, théâtre du Vieux-Colombier
- 1931 : Nono de Sacha Guitry, théâtre de la Madeleine
- 1931 : Frans Hals ou l'Admiration de Sacha Guitry, théâtre de la Madeleine
- 1931 : Sa dernière volonté de Sacha Guitry, théâtre de la Madeleine
- 1931 : La Ligne de cœur de Claude-André Puget, mise en scène Pierre Fresnay, théâtre Michel
- 1932 : Les Cadets de Henri Duvernois, théâtre Michel
- 1932 : Jean III de Sacha Guitry, théâtre Michel
- 1932 : La Race errante de François Porché, théâtre de l'Odéon
- 1932 : L'Hermine de Jean Anouilh, théâtre de l'Œuvre
- 1932 : Valentin le Désossé de Claude-André Puget, théâtre Michel
- 1932 : Ludo de Pierre Scize, théâtre Michel
- 1933 : Teddy and Partner d'Yvan Noé, théâtre Michel
- 1933 : La Femme en blanc de Marcel Achard, théâtre Michel
- 1933 : L'Amour gai de Steve Passeur, théâtre Michel
- 1933 : Parlez-moi d'amour de Georges Berr et Louis Verneuil, théâtre Michel
- 1934 : Don Juan d'André Obey, Globe Theater de Londres
- 1934 : Conversation de Noël Coward, His Majesty Theater de Londres
- 1934 : Noah d'André Obey, 44th Street Theater de New York
- 1935 : Margot d'Édouard Bourdet, musique Georges Auric et Francis Poulenc, mise en scène Pierre Fresnay, théâtre Marigny
- 1936 : O Mistress Mine, St-James Theater de Londres
- 1937-1939 : Trois Valses de Léopold Marchand et Albert Willemetz, mise en scène Pierre Fresnay, théâtre des Bouffes-Parisiens puis théâtre de la Michodière
- 1938 : L'Écurie Watson de Terence Rattigan, adaptation Pierre Fresnay et Maurice Sachs, théâtre Édouard-VII
- 1938 : Le Valet maître de Paul Armont et Léopold Marchand, théâtre de la Michodière
- 1940 : Léocadia de Jean Anouilh, théâtre de la Michodière
- 1941 : Comédie en trois actes d'Henri-Georges Clouzot, théâtre de la Michodière
- 1942 : Père d'Édouard Bourdet, théâtre de la Michodière
- 1944 : Le Voyageur sans bagage de Jean Anouilh, théâtre de la Michodière
- 1944 : Vient de paraître d'Édouard Bourdet, théâtre de la Michodière
- 1946 : Si je voulais de Paul Géraldy et Robert Spitzer, théâtre de la Michodière
- 1946 : Auprès de ma blonde de Marcel Achard, mise en scène Pierre Fresnay, théâtre de la Michodière
- 1948 : Pauline ou l'Écume de la mer de Gabriel Arout, théâtre de la Michodière
- 1948 : Du côté de chez Proust de Curzio Malaparte, mise en scène Pierre Fresnay, théâtre de la Michodière
- 1948 : Les Œufs de l'autruche d'André Roussin, mise en scène Pierre Fresnay, théâtre de la Michodière
- 1948 : Auprès de ma blonde de Marcel Achard, mise en scène Pierre Fresnay, Théâtre des Célestins
- 1951 : Lorsque l’enfant paraît d’André Roussin, théâtre des Nouveautés
- 1951 : Le Moulin de la galette de Marcel Achard, mise en scène Pierre Fresnay, théâtre de la Michodière
- 1952 : Hyménée d'Édouard Bourdet, théâtre de la Michodière
- 1954 : Les Cyclones de Jules Roy, mise en scène Pierre Fresnay, théâtre de la Michodière
- 1954 : Voici le jour de Jean Lasserre, théâtre de la Michodière
- 1955 : Les Grands Garçons de Paul Géraldy, théâtre de la Michodière
- 1955 : Les Œufs de l'autruche d'André Roussin, théâtre de la Michodière
- 1956 : Le Voyage à Turin d'André Lang, théâtre de la Michodière
- 1957 : Bille en tête de Roland Laudenbach, mise en scène Jean-Jacques Varoujean, théâtre de la Michodière
- 1958 : Père d'Édouard Bourdet, mise en scène Pierre Fresnay, théâtre de la Michodière
- 1961 : Lawrence d'Arabie de Terence Rattigan, mise en scène Michel Vitold, théâtre Sarah-Bernhardt
- 1962 : Mon Faust de Paul Valéry, mise en scène Pierre Franck, théâtre de l'Œuvre
- 1963 : Le Neveu de Rameau de Denis Diderot, mise en scène Jacques-Henri Duval, théâtre de l'Œuvre puis théâtre de la Michodière
- 1963 : L'Homme et la Perruche de Alain Allioux, théâtre de la Michodière
- 1964 : Rebrousse-Poil de Jean-Louis Roncoroni, mise en scène Pierre Fresnay, théâtre de l'Œuvre
- 1965 : La Guerre civile d'Henry de Montherlant, mise en scène Pierre Dux, théâtre de l'Œuvre
- 1966 : L'Idée fixe de Paul Valéry, mise en scène Pierre Franck, théâtre de la Michodière
- 1968 : Le Truffador de Jean Canolle, mise en scène de l'auteur, théâtre de la Michodière
- 1968 : Visitations de Jean Giraudoux, théâtre de la Michodière
- 1969 : La Tour d'Einstein de Christian Liger, mise en scène Pierre Fresnay et Julien Bertheau, Théâtre royal du Parc puis théâtre de la Michodière
- 1969 : On ne sait jamais d'André Roussin, mise en scène de l'auteur, théâtre de la Michodière
- 1970 : L'Idée fixe de Paul Valéry, mise en scène Pierre Franck, théâtre de la Michodière
- 1970 : Jeu, set et match d'Anthony Shaffer, mise en scène Clifford Williams, théâtre de la Michodière
- 1971 : Mon Faust de Paul Valéry, mise en scène Pierre Franck, théâtre de la Michodière
- 1972 : La Claque d'André Roussin, mise en scène de l'auteur, théâtre de la Michodière

### Metteur en scène
- 1930 : La Ligne de cœur de Claude-André Puget, théâtre Michel
- 1935 : Margot d'Édouard Bourdet, musique Georges Auric et Francis Poulenc, théâtre Marigny, avec Yvonne Printemps
- 1937-1939 : Trois Valses de Léopold Marchand et Albert Willemetz, théâtre des Bouffes-Parisiens puis théâtre de la Michodière
- 1938 : Le Valet maître de Léopold Marchand, théâtre de la Michodière
- 1946 : Auprès de ma blonde de Marcel Achard, théâtre de la Michodière
- 1946 : Le Saint Bernard de Claude-André Puget, théâtre des Bouffes-Parisiens
- 1947 : Savez-vous planter les choux ? de Marcel Achard, théâtre de la Michodière
- 1948 : Du côté de chez Proust de Curzio Malaparte, théâtre de la Michodière
- 1948 : Les Œufs de l'autruche d'André Roussin, théâtre de la Michodière
- 1951 : Le Moulin de la galette de Marcel Achard, théâtre de la Michodière
- 1953 : Le Ciel de lit de Jan de Hartog, théâtre de la Michodière
- 1954 : Les Cyclones de Jules Roy, théâtre de la Michodière
- 1958 : Père d'Édouard Bourdet, théâtre de la Michodière
- 1964 : Rebrousse-Poil de Jean-Louis Roncoroni, théâtre de l'Œuvre
- 1966 : Laurette ou l'Amour voleur de Marcelle Maurette et Marc-Gilbert Sauvajon, théâtre de la Michodière
- 1967 : Voltige de Philippe Hériat, théâtre de la Michodière
- 1969 : La Tour d'Einstein de Christian Liger, mise en scène avec Julien Bertheau, Théâtre royal du Parc puis théâtre de la Michodière

## Filmographie

### Cinéma
- 1915 : France d'abord d'Henri Pouctal
- 1915 : Quand même d'Henri Pouctal
- 1921 : L'Essor de Charles Burguet, ciné-roman tourné en 10 épisodes de 1 000 m - La Joie d'aimer, Le Trimardeur, Le Regard de l'aigle, Le Rhin, Le Cirque, Les Ramoneurs, Dans le sac, Les Romanichels, Les loups se mangent entre eux, L'Espérance
- 1922 : Les Mystères de Paris de Charles Burguet, ciné-roman tourné en 12 épisodes (12 070 m) - Le Tapis franc, La Femme de Bouqueval, Les Justiciers, Le Ménage Pipelet, Les Suites d'un bal à l'ambassade, Misère, Le Martyre de Louise Morel, L'Étude de maître Ferrand, L'Île du ravageur, Le Maître d'école et la Chouette, Celle qui venge, Son altesse Fleur de Marie : François Germain
- 1922 : Le Diamant noir d'André Hugon, tourné en deux époques - Le Calvaire d'une innocente (1 550 m) et L'Amour rédempteur (1 720 m) : Bouvier
- 1922 : La Bâillonnée de Charles Burguet, ciné-roman tourné en 7 épisodes (5 025 m) - Entre deux haines, La Nuit douloureuse, Les Sans-pitié, Le Guet-apens, L'Impossible Amour, Un drame en mer, Le Droit de la mère : Raymond Mégret
- 1922 : Les Premières Armes de Rocambole de Charles Maudru (2 080 m) : Jean Robert, le fils répudié du comte
- 1922 : Molière, sa vie, son œuvre de Jacques de Féraudy
- 1922 : Le Petit Jacques de Georges Raulet et Georges Lannes, tourné en deux époques (3 300 m) - Un meurtre, Le martyr de Rambert : Paul Laverdac
- 1923 : La Mendiante de Saint-Sulpice de Charles Burguet, tourné en deux époques (4 000 m)
- 1929 : La Vierge folle de Luitz-Morat : Gaston de Charance
- 1930 : Ça aussi c'est Paris d'Antoine Mourre
- 1931 : Marius, d'Alexander Korda : Marius Ollivier, le fils de César
- 1932 : Fanny de Marc Allégret : Marius Ollivier, le fils de César
- 1933 : Âme de clown de Marc Didier : Jack, le partenaire de Teddy
- 1934 :  La Dame aux camélias  de Fernand Rivers et Abel Gance : Armand Duval
- 1934 : L'Homme qui en savait trop d'Alfred Hitchcock : Louis Bernard
- 1935 : Kœnigsmark de Maurice Tourneur : Raoul Vignerte, professeur de français
- 1935 : Le Roman d'un jeune homme pauvre d'Abel Gance : Maxime Hauterive de Champcey
- 1936 : César de Marcel Pagnol : Marius Ollivier, le fils de César
- 1936 : Sous les yeux d'Occident de Marc Allégret : Razumov, le brillant étudiant
- 1937 : Chéri-Bibi de Léon Mathot : Francis, dit Chéri-Bibi, forçat évadé
- 1937 : La Bataille silencieuse de Pierre Billon : Bordier
- 1937 : Salonique, nid d'espions ou Mademoiselle docteur de Georg Wilhelm Pabst : le capitaine Georges Carrère
- 1937 : La Grande Illusion de Jean Renoir : le capitaine de Boeldieu, officier de carrière
- 1938 : Trois Valses de Ludwig Berger : Octave, Philippe et Gérard de Chalencey
- 1938 : Le Puritain de Jeff Musso : le commissaire Lavan
- 1938 : Alerte en Méditerranée de Léo Joannon : le commandant Lestailleur
- 1938 : Adrienne Lecouvreur de Marcel L'Herbier : le maréchal Maurice de Saxe
- 1939 : La Charrette fantôme de Julien Duvivier : David Holm
- 1941 : Le Duel de Pierre Fresnay : le père Bolène - également réalisateur
- 1941 : Le Dernier des six de Georges Lacombe : le commissaire Wenceslas Vorobeïtchik, dit « Wens »
- 1941 : Le Briseur de chaînes de Jacques Daniel-Norman : Marcus, le briseur de chaînes du cirque
- 1942 : Les Inconnus dans la maison d'Henri Decoin : le commentateur du film
- 1942 : Le journal tombe à cinq heures de Georges Lacombe : Pierre Rabaud, le reporter chevronné
- 1942 : L'assassin habite au 21 d'Henri-Georges Clouzot : le commissaire Wenceslas Vorobeïtchik, dit « Wens »
- 1943 : La Main du diable de Maurice Tourneur : Roland Brissot, artiste peintre
- 1943 : L'Escalier sans fin de Georges Lacombe : Pierre, chef palefrenier
- 1943 : Le Corbeau d'Henri-Georges Clouzot : le docteur Rémy Germain
- 1943 : Je suis avec toi d'Henri Decoin : François
- 1944 : Le Voyageur sans bagage de Jean Anouilh : Gaston, l'amnésique
- 1946 : Fille du diable d'Henri Decoin : Saget, l'usurpateur recherché
- 1946 : Le Visiteur de Jean Dréville : Maître Sauval, bienfaiteur mais ancien escroc
- 1947 : Monsieur Vincent de Maurice Cloche : Vincent de Paul, curé de Chatillon puis aumônier
- 1948 : Les Condamnés de Georges Lacombe : le docteur Jean Séverac, le mari d'Hélène
- 1949 : Barry de Richard Pottier : Théotime, le moine soupirant
- 1949 : Vient de paraître de Jacques Houssin : Moscat, le patron du journal
- 1949 : Au grand balcon d'Henri Decoin : Gilbert Carbot, directeur d'une compagnie d'aviation
- 1950 : La Valse de Paris Marcel Achard : Jacques Offenbach, compositeur
- 1950 : Justice est faite d'André Cayatte : le commentateur dans la partie finale du film
- 1950 : Dieu a besoin des hommes de Jean Delannoy : Thomas Gourvennec, le pêcheur sacristain
- 1950 : Ce siècle a cinquante ans de Denise Tual : P. Fresnay assure le commentaire du film
- 1951 : Monsieur Fabre d'Henri Diamant-Berger : Jean-Henri Fabre, entomologiste
- 1951 : Le Voyage en Amérique d'Henri Lavorel : Gaston Fournier
- 1951 : Un grand patron d'Yves Ciampi : le professeur Louis Delage, chirurgien
- 1952 : Il est minuit, docteur Schweitzer d'André Haguet : le docteur Albert Schweitzer
- 1953 : La Route Napoléon de Jean Delannoy : Édouard Martel, roi de la publicité
- 1954 : Le Défroqué de Léo Joannon : Maurice Morand, prêtre défroqué
- 1955 : Les Évadés de Jean-Paul Le Chanois : Le lieutenant Pierre Keller
- 1955 : Les Aristocrates de Denys de La Patellière : le marquis de Maubrun
- 1955 : Si tous les gars du monde de Christian-Jaque : P. Fresnay assure le commentaire
- 1956 : L'Homme aux clés d'or  de Léo Joannon : Antoine Fournier, ancien professeur, devenu homme aux clés d'or, concierge d'hôtel
- 1956 : Notre-Dame de Paris de Jean Delannoy : P. Fresnay assure le commentaire d'introduction
- 1957 : Les Fanatiques d'Alex Joffé : Luis Vargas
- 1957 : Les Œufs de l'autruche de Denys de La Patellière : Hippolyte Barjus
- 1958 : Et ta sœur de Maurice Delbez : Bastien du Bocage, gérant d'un grand journal
- 1958 : Tant d'amour perdu de Léo Joannon : Joseph Andrieu, industriel breton
- 1959 : Les Affreux de Marc Allégret : César Dandieux, caissier méticuleux
- 1960 : Les Vieux de la vieille de Gilles Grangier : Baptiste Talon, cheminot en retraite
- 1960 : La Millième Fenêtre de Robert Ménégoz : Armand Vallin, le vieux accroché à sa bicoque

### Courts métrages et documentaires
- 1929 : Ça aussi!... c'est Paris, court métrage d'Antoine Mourre
- 1949 : Combourg, visage de pierre, documentaire de Jacques de Casembroot :  narration
- 1949 : Les Gisants, documentaire de Jean-François Noël :  narration
- 1951 : Vézelay, documentaire de Pierre Zimmer :  narration
- 1953 : Étoiles au soleil, court métrage de Jacques Guillon : lui-même
- 1954 : Le Pèlerin de la Beauce, documentaire de Claude Chuteau :  narration
- 1958 : Rhône, fleuve perdu, documentaire de Pierre Jallaud :  narration
- 1959 : Sont morts les bâtisseurs, court métrage documentaire d'Édouard Berne : narration
- 1961 : Le Grand Secret, documentaire de Gerald Calderon : narration
- 1963 : Malmaison, documentaire de Jacques de Casembroot : narration
- 1965 : Dieu a choisi Paris, documentaire de Gilbert Prouteau et Philippe Arthuys :  narration
- 1966 : La Vallée aux loups, documentaire de Jacques de Casembroot :  narration
- 1966 : Ecce homo, documentaire d'Alain Saury :  narration
- 1968 : Souvenance, documentaire de Jacques de Casembroot :  narration
- 1969 : Le Courage d'aimer, documentaire d'Emmanuel Renard :  narration

### Télévision
- 1968 : Le Neveu de Rameau de René Lucot : Rameau - également adaptateur
- 1969 : L'Idée fixe de Jeannette Hubert
- 1970 : Mon Faust de Daniel Goergeot : Faust
- 1970 : Tête d'horloge de Jean-Paul Sassy : le vieux professeur
- 1971 : Père de Jeannette Hubert : le Père
- 1973 : Les Écrivains (téléfilm) de Robert Guez : Alexandre Damville
- 1973 : Le Jardinier d'(Antoine-Léonard Maestrati : le jardinier

## Radio
Le 18 janvier 1960,, des extraits de Servitude et Grandeur de la maladie de France Pastorelli lus par Pierre Fresnay sont diffusés sur France Culture. L'enregistrement fait l'objet d'un disque 33 tours produit par le Club français du disque. La lecture de Pierre Fresnay est rediffusée dans le cadre du programme Les Nuits de France Culture les 27 novembre 2018 et 13 mai 2020.

## Publications
- 1964 : Je suis comédien, coll. « Mon métier », éd. du Conquistador (BNF 37626495)
- 1975 : Pierre Fresnay, écrit avec François Possot, La Table ronde (BNF 34549000)

## Distinctions
- Mostra de Venise 1947 : Coupe Volpi de la meilleure interprétation masculine pour Monsieur Vincent
- Festival international du film de Karlovy Vary 1952 : prix d’interprétation pour Monsieur Fabre
- Prix du Brigadier 1962 pour Mon Faust
- Prix du Syndicat de la critique 1963 : meilleur comédien pour Le Neveu de Rameau